# 인동중학교
인동중학교(仁同中學校)는 대한민국 경상북도 구미시 인의동에 있는 공립 중학교이다.

## 학교 연혁
- 1952년 7월 12일 : 인동고등공민학교에서 인동중학교로 승격 인가
- 1952년 12월 31일 : 초대 박상희 교장 취임
- 1969년 12월 1일 : 고등학교 병설인가(인동상업고등학교 설립 인가)
- 1972년 3월 4일 : 자전거부 창단
- 2000년 9월 1일 : 인동중, 구미정보고등학교 분리
- 2010년 2월 14일 : 급식소 및 다목적강당 준공
- 2016년 1월 18일 : 교육부요청 경상북도 교육청지정 자유학기제 정책 연구학교 지정
- 2022년 3월 1일 : 제28대 이미향 교장 취임
- 2024년 1월 12일 : 제72회 졸업식(졸업생 222명, 졸업생 수 16,225명)
- 2024년 3월 4일 : 2024학년도 입학(9학급 227명)

## 참고 자료
- 인동중학교 - 한국교육학술정보원 학교알리미